# Jármay család
Az Ochs von Ochenhausen család Habsburg Mária királynő testőreként jött Magyarországra, mikor 1522-ben feleségül ment II. Lajos királyhoz. Később, miután a mohácsi vész után a királynő visszatért Svájcba, a család ezen ága Magyarországon maradt és Jármayra magyarosította nevét.
Nevezetesebb családtagok: 
- id. Jármay Gusztáv (Kassa, 1816. február 9. - Budapest, 1896. augusztus 6.) gyógyszerész, a Budapesti Gyógyszerész Testület elnöke
- Jármay Gyula (Pest, 1846. szeptember 11. - Budapest, 1915. március 25.) gyógyszerész, kémiai doktor, Magyarországi Gyógyszerész Egyesület és a Budapesti Gyógyszerész Testület elnöke (id. Gusztáv fia)
- dr. Jármay László (Pest, 1850 - 1932) meráni, majd ótátrafüredi fürdőorvos, hegymászó és hegyimentő; világutazó (id. Gusztáv fia)
- Jármay Jenő (Pest, 1851 március 22. - 1919 február 15.) mérnök, műszaki tanácsos (id. Gusztáv fia)
- Jármay Béla (Pest, 1854 - Budapest, 1912) mérnök (id. Gusztáv fia)
- ifj. Jármay Gusztáv János (1856. december 31 - 1945. augusztus 22.) vegyészmérnök, a Brit Birodalom Lovagparancsnoka (id. Gusztáv fia)